# Mirko Bogović
Mirko Bogović (Varasd, 1816. február 2. – Zágráb, 1893. május 4.) horvát író.

## Élete
Gimnáziumi tanulmányait szülőhelyén kezdte, mire egy évet (1831) Szombathelyen töltött a magyar nyelv megtanulása végett, s 1832-ben Zágrábba ment a filozófiai kurzust végezni. 1833-ban mint hadapród (kadét) az 53. számú horvát gyalogezredbe lépett és hét évig katonáskodott; ezután a jogot mint magántanuló a zágrábi akadémián végezte.
Az 1842. évi Zágráb vármegyei tisztújításon az illír párt aljegyzőnek választotta; 1843-ban a pozsonyi országgyűlésen a távollevő Orsich György grófot képviselte; 1844-ben Pesten a királyi táblán ügyvédi oklevelet nyert és Kőrös vármegye táblabírája lett. 1845. július 25-én a tisztújítás alkalmával a magyar és illír párt közt összeütközésre került a dolog és midőn katonaság lépett közbe, ezek Bogović-ot megsebesítették; a vizsgálat alatt bujdosni volt kénytelen; huzamosabb időt Aradon töltött Bohuséknál, rokonainál, és költészettel foglalkozott. 1847-ben az újonnan felállított zágrábi harmincadi felügyelőségnél jegyző lett, de midőn erre az egész magyar párt felzúdult, hasonló minőségben Fiuméba tették át.
1848-ban Jellasich bán híveihez csatlakozott; mint báni biztos Varasdra ment és előkészületeket tett a kitörendő háborúra; azonban csakhamar átlátván, hogy Jellasich és az udvar előtt egészen más célok lebegnek, mint Horvátországnak kedvezőbb állást biztosítani a szent korona alatti kapcsolatban, a magánéletbe vonult.
1850-ben egy általa szerkesztett folyóiratban megjelent cikk miatt félévi börtönt kellett szenvednie és kiszabadulása után Zágráb mellett fekvő nyaralóján egészen az irodalomnak élt. Kevéssel az októberi diploma után a kormány által üldözött Bogović lelkes ovációk tárgya volt; de népszerűsége csökkenni kezdett, midőn magyar érzelmeit fölismerték. A báni értekezletben szót emelt az egyesülés mellett; részt vett egy unió-program szerkesztésében és az ő tollából folyt Varasd vármegyének békülékeny levele a magyar törvényhatóságokhoz.
Mint Zágráb város egyik követe (1861) rendületlenül küzdött a Schmerling-féle abszolutizmus ellen, melynek a városi és megyei gyűléseken szóval és írásban keményen ellenszegült. Az ügyek jobbra fordultával (1865) a horvát kancelláriában magas állással kínálták meg, de ő csak nemzeti képviselő akart maradni, s mint ilyen újra Zágráb városát képviselte. 1871 márciusában a Budapesten székelő horvát miniszter mellé államtitkári minőségben miniszteri tanácsosnak neveztetett ki.
A dél-szláv akadémiának tagja, a horvátoknak egyik legjelesebb költője volt.

## Munkái
- Ljubice (Zágráb 1843. Ibolyák, melyekben későbbi nejét, Lentulay Benedek leányát dicsőitette)
- Smilje i kovilje (uo. 1846. Szalmavirágok. Költemények)
- Eomorodni glasi (uo. 1849. Hazafias hangok)
- Zur Bosnischen Frage. Eine Studie (Zágráb, 1880)
- Fankopan (1857, dráma)
- Stjepan zadnji kralj Bosne (dráma, 1857. István, Bosznia utolsó királya)
- Matija Gubec (dráma, 1860)
- Pripovesti (1860, elbeszélések)